# Tadeusz Nalepa

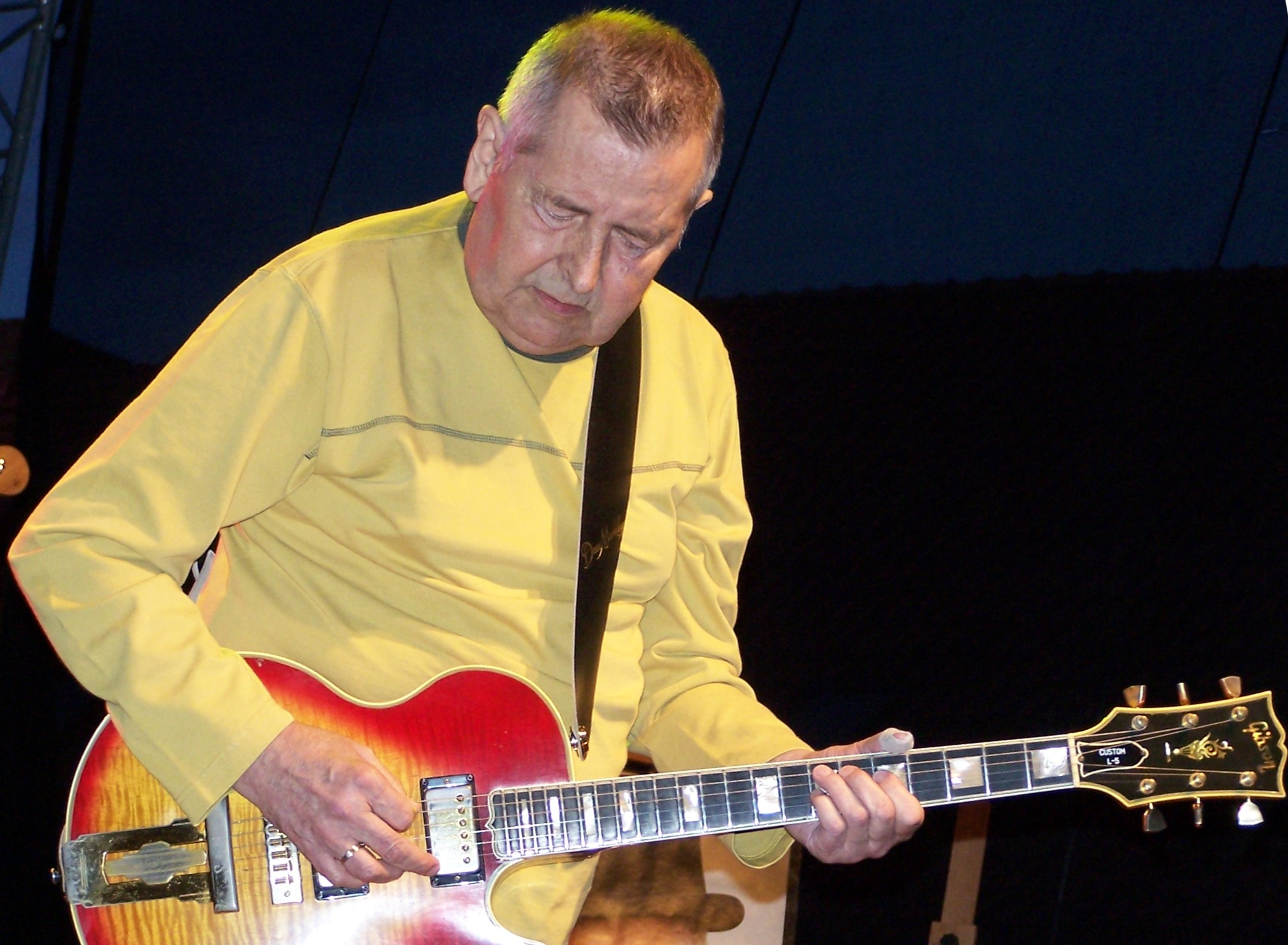
Tadeusz Nalepa, 2006

Tadeusz Nalepa (* 26. August 1943 in Zgłobień; † 4. März 2007 in Warschau) war ein polnischer Gitarrist, Komponist und Sänger.

## Leben und Wirken
Nalepa beendete die Musikschule von Rzeszów in den Klassen für Geige, Klarinette und Kontrabass. Erste Beachtung fand er bei einem Talentwettbewerb für junge Musiktalente in Stettin 1963 gemeinsam mit der Sängerin Mira Kubasińska. Mit Mira Kubasińska gründete er 1965 die Band Blackout, für die Nalepa die Musik zu Texten des Poeten Bogdan Loebl schrieb. Der Durchbruch gelang Nalepa ab 1968 mit der neu gegründeten Bluesrockband Breakout, die ebenfalls mit Mira Kubasińska als Sängerin auftrat. Die Band bestand bis 1983 und nahm zehn Langspielplatten auf. Ab 1983 spielte er vor allem solo und trat mit diversen anderen polnischen Bands auf. Außerdem komponierte er die Musik zu zwei Spielfilmen.
2003 erhielt er den Orden Polonia Restituta. Im Jahr 2007 wurde sein Album 1982–2002 Lost Tapes Vol.1 mit einer Goldenen Schallplatte ausgezeichnet.